# 瓦西里·瓦西里耶维奇·叔伊斯基
瓦西里·瓦西里耶维奇·叔伊斯基（俄语：Шуйский, Василий Васильевич Бледный，1439年—?），俄罗斯军事人物和政治人物。他出自叔伊斯基家族，是瓦西里·尤里耶维奇·舒斯基的长子。1477年，他參與進攻大诺夫哥罗德的战役。之後伊凡三世任命瓦西里·瓦西里耶维奇·叔伊斯基出任诺夫哥罗德总督。1478年到1482年期間，他出任莫斯科总督，1481年參與進攻利沃尼亚。1482-1487年，瓦西里·瓦西里耶维奇·叔伊斯基再次担任诺夫哥罗德总督。他在1487年的喀山战役中担任部队总指挥。